# Syrrhopodon loreus
Syrrhopodon loreus là một loài rêu trong họ Calymperaceae. Loài này được Sande Lac. W.D. Reese mô tả khoa học đầu tiên năm 1984.